# 金鐘獎企劃編撰獎
廣播金鐘獎企劃編撰獎是由文化部影視及流行音樂產業局在臺灣舉辦的現行頒發獎項。

## 歷屆得獎暨入圍名單
|  | 獲獎者 |

### 編撰獎（第37屆～第38屆）
| 年度 （屆數）   | 廣播作品                                                     |
| --------------- | ------------------------------------------------------------ |
| 2002 （第37屆） | 潘寧東／《精選劇場－夢迴西安關外情》／中國廣播股份有限公司   |
| 2002 （第37屆） | 梁明達／《打開心內的門窗》／正聲廣播股份有限公司雲林廣播電臺 |
| 2002 （第37屆） | 陳超明／《文學之夜》／漢聲廣播電臺臺北總臺                   |
| 2002 （第37屆） | 鄒秀娟【鄒言】／《美在台南》／漢聲廣播電臺臺南臺             |
| 2002 （第37屆） | 劉臺生【學文】／《台灣好馨情》／正聲廣播股份有限公司         |
| 2003 （第38屆） | 眭澔平／《想你流行美樂地》／亞太廣播公司                     |
| 2003 （第38屆） | 孫瑞玲(孫鈴)／《與自然共舞》／高雄廣播電臺                   |
| 2003 （第38屆） | 陳燕柔(燕柔)／《文化生活日報》／正聲廣播公司                 |
| 2003 （第38屆） | 華國梅(華梅)／《哈利波特GOGOGO》／正聲廣播公司宜蘭廣播電台   |
| 2003 （第38屆） | 鄒瑩瑩(瑩瑩)／《方圓萬里情》／正聲廣播公司                   |

### 編撰技術獎（第39屆）
| 年度 （屆數）   | 廣播作品                                  |
| --------------- | ----------------------------------------- |
| 2004 （第39屆） | 林宗慶／《音樂叢林》／正聲台北調頻台      |
| 2004 （第39屆） | 謝瑞珍／《九腔十八調》／中廣苗栗台        |
| 2004 （第39屆） | 管永仲／《典藏台灣─台灣文化館》／中央電台 |
| 2004 （第39屆） | 邵文豐／《漢聲劇場》／漢聲台北台          |
| 2004 （第39屆） | 王伊蕙／《雅音流轉樂來香》／漢聲高雄台    |

### 技術獎（編劇）獎（第40屆）
| 年度 （屆數）   | 廣播作品                                                             |
| --------------- | -------------------------------------------------------------------- |
| 2005 （第40屆） | 葉植華／《漢聲劇場-我們的故事》／國防部政治作戰總隊漢聲廣播電臺      |
| 2005 （第40屆） | 王中平／《週日廣播劇》／復興廣播電臺                                 |
| 2005 （第40屆） | 吳坤龍／《碧海藍天之戲說人生-山的孩子》／臺灣區漁業廣播電台          |
| 2005 （第40屆） | 李宗熹、謝慧瑩、黃美娟／《胭脂盒》／正聲廣播股份有限公司高雄廣播電臺 |
| 2005 （第40屆） | 謝瑞珍／《九腔十八調》／中國廣播股份有限公司苗栗廣播電臺             |

### 最佳企劃編劇獎（第41屆）
| 年度 （屆數）   | 廣播作品                                                                                 |
| --------------- | ---------------------------------------------------------------------------------------- |
| 2006 （第41屆） | 冷筱華、陳裕【陳平】／《台灣風雅頌》／復興廣播電台                                       |
| 2006 （第41屆） | 王中平／《週日廣播劇--如果不愛》／復興廣播電台                                           |
| 2006 （第41屆） | 宋轅田／《漢聲劇場--重回舞台--趙學煌》／國防部政治作戰總隊漢聲廣播電臺                   |
| 2006 （第41屆） | 吳坤龍、張春婕／《碧海藍天之戲說人生--林道乾》／行政院農業委員會漁業署臺灣區漁業廣播電臺 |
| 2006 （第41屆） | 孫瑞玲【孫鈴】／《舊曲情懷》／高雄廣播電臺                                               |

### 企劃編劇獎（第42屆～第44屆）
| 年度 （屆數）   | 廣播作品                                                                                 |
| --------------- | ---------------------------------------------------------------------------------------- |
| 2007 （第42屆） | 吳正順（齊軒）／《記憶的鎖匙》／內政部警政署警察廣播電臺                                 |
| 2007 （第42屆） | 沈懷一、楊長順、李芷瑤、謝謦鴻／《台灣夢土－廣播劇場》／正聲廣播股份有限公司臺中廣播電臺 |
| 2007 （第42屆） | 陳裕（陳平）／《回想曲》／復興廣播電臺                                                   |
| 2007 （第42屆） | 蔡淑貞／《澎湖風情－戀戀母語情》／國立教育廣播電臺高雄分臺                               |
| 2007 （第42屆） | 練維君／《空中藝文館》／正聲廣播股份有限公司臺北調頻廣播電臺                             |
| 2008 （第43屆） | 邵文豐、黃屏、宋轅田、范臺舜／《漢聲劇場》／漢聲廣播電臺臺北總臺                         |
| 2008 （第43屆） | 李可／《城鄉記事》／高雄廣播電臺                                                         |
| 2008 （第43屆） | 周德仁(楚雲)／《迴旋曲－人間劇場》／復興廣播電臺                                         |
| 2008 （第43屆） | 陳英傑(阿傑)／《鄉土情懷假日廣播劇之海海人生》／行政院農業委員會漁業署臺灣區漁業廣播電臺 |
| 2008 （第43屆） | 劉碧薇、高詩琪／《水水生活》／內政部警政署警察廣播電臺臺北臺                             |
| 2009 （第44屆） | 徐嬿(徐若彧)、吳沂家／《國民教育委員會》／漢聲廣播電臺臺北總臺                           |
| 2009 （第44屆） | 李可／《城鄉記事》／高雄廣播電臺                                                         |
| 2009 （第44屆） | 邵文豐、黃屏、朱玲／《漢聲劇場》／漢聲廣播電臺臺北總臺                                   |
| 2009 （第44屆） | 袁永興／《流行音樂課本》／內政部警政署警察廣播電臺                                       |
| 2009 （第44屆） | 許健挺、李如明、宋轅田／《從心歸零之人間筆記》／國立教育廣播電臺                         |

### 企劃編撰獎（第45屆～至今）
| 年度 （屆數）   | 廣播作品 |
| --------------- | --- |
| 2010 （第45屆） | 袁永興、雷洛、書子、張倩華／《星空子夜場》／內政部警政署警察廣播電臺臺北總臺 |
| 2010 （第45屆） | 林祺宏、徐帆【徐豫梅】／《青春萬花筒》／國立教育廣播電臺高雄分臺 |
| 2010 （第45屆） | 施賢琴／《品德生活列車》／國立教育廣播電臺 |
| 2010 （第45屆） | 陳彥臻／《Formosa！美麗的海洋文化》／行政院農業委員會漁業署漁業廣播電臺 |
| 2010 （第45屆） | 愛雯【林慧貞】／《在宜蘭遇見愛》／內政部警政署警察廣播電臺宜蘭臺 |
| 2011 （第46屆） | 田麗雲、李知昂、張靜宜／《下一個百年—看見新台灣》／竹科廣播股份有限公司 |
| 2011 （第46屆） | 林永沛／《Today》／內政部警政署警察廣播電臺臺南臺 |
| 2011 （第46屆） | 邵文豐／《漢聲劇場》／漢聲廣播電臺臺北總臺 |
| 2011 （第46屆） | 袁永興、雷洛、書子、張倩華／《生命優劇場》／內政部警政署警察廣播電臺臺北臺 |
| 2011 （第46屆） | 劉麗紅／《生活流行放輕鬆》／財團法人佳音廣播電台 |
| 2012 （第47屆） | 安達【黃裕庭】、采琦【金玉琦】／《音樂地圖》／內政部警政署警察廣播電臺宜蘭臺 |
| 2012 （第47屆） | Yagu‧Nomin【李香蘭】、Kiku‧Sasan【廖珍琴】、張翰揚、吳碧玉／《Yagu Kiku原舞曲》／正聲廣播股份有限公司宜蘭廣播電臺 |
| 2012 （第47屆） | 李知昂、謝佳興／《科學三分鐘》／竹科廣播股份有限公司 |
| 2012 （第47屆） | 黃恩【黃秋卿】／《微風心情》／漢聲廣播電臺臺中分臺 |
| 2012 （第47屆） | 劉玉嬌、詹婉如／《含羞草學園》／財團法人中央廣播電臺 |
| 2013 （第48屆） | 王秀芳／《音樂共和國—大愛廣播劇場》／財團法人慈濟傳播人文志業基金會 |
| 2013 （第48屆） | 王文心／《台灣文學作家系列》／財團法人中央廣播電臺 |
| 2013 （第48屆） | 采琦【金玉琦】／《音樂地圖》／臺北廣播電臺 |
| 2013 （第48屆） | 楊靜【林靜宜】、宋玲／《南方文化地圖》／內政部警政署警察廣播電臺高雄臺 |
| 2013 （第48屆） | 顏志成、陳燕柔／《晚安故事屋》／國立教育廣播電臺 |
| 2014 （第49屆） | 田麗雲、李心茹／《午後文學館–青番公的故事》／竹科廣播股份有限公司 |
| 2014 （第49屆） | Tony【唐陶】、依依【李禕禕】、詹宏達、宋佳謙、小柔【尤柔淳】、阿寬【伍寬和】、顧雪子、詩詩【高詩琪】、徐梅、思穎【陳思穎】、阿國【洪宗適】、許常德、田正道、書子【王書貞】、安達【黃裕庭】、琇如【劉琇如】、米利恩【陳曉青】／《老師不在教室》／內政部警政署警察廣播電臺總臺 |
| 2014 （第49屆） | 王秀芳／《鑼聲若響》／財團法人慈濟傳播人文志業基金會 |
| 2014 （第49屆） | 江光大、林淑英／《99個社區故事》／財團法人中央廣播電臺 |
| 2014 （第49屆） | 林娟／《臺灣思相枝》／內政部警政署警察廣播電臺臺東分臺 |
| 2015 （第50屆） | 阿珮【黃琇珮】、阿宥／《快樂麥克風》／全景社區廣播電台股份有限公司 |
| 2015 （第50屆） | 李知昂、李心茹、陳冬菱／《午后文學館》／竹科廣播股份有限公司 |
| 2015 （第50屆） | 林建光／《九點強強滾》／台灣全民廣播電台股份有限公司 |
| 2015 （第50屆） | 劉馬利／《音樂食客》／竹科廣播股份有限公司 |
| 2015 （第50屆） | 蔣蓉【施旭治】、葛珊【李懷智】、筠真【徐德芬】／《說話有ㄌ一ˇ》／內政部警政署警察廣播電臺 |
| 2016 （第51屆） | 小茱姐姐【施賢琴】／《賽恩思遊樂園》／國立教育廣播電臺 |
| 2016 （第51屆） | 王秀芳、費工怡／《鑼聲若響》／財團法人慈濟傳播人文志業基金會 |
| 2016 （第51屆） | 李知昂、袁常捷、陳冬菱／《台灣地景詩》／竹科廣播股份有限公司 |
| 2016 （第51屆） | 鄒頡龍、唐陶、Jacky【陳昱豪】、潔楓【尹潔楓】／《健康也上「影」》／內政部警政署警察廣播電臺 |
| 2016 （第51屆） | 蘇菲蘇【蘇文妍】／《Amazing小宇宙》／高雄廣播電臺 |
| 2017 （第52屆） | 季潔【蔡宜穎】、錢志偉、唐妮【吳文嫦】、張敬【張維斌】／《少年超優SHOW》／國立教育廣播電臺 |
| 2017 （第52屆） | 小茱姐姐【施賢琴】／《賽恩思遊樂園》／國立教育廣播電臺 |
| 2017 （第52屆） | 高美瑜／《臺灣名角唱京戲》／財團法人中央廣播電臺 |
| 2017 （第52屆） | 詹婉如、戴伸峰／《21點聽台灣》／財團法人中央廣播電臺 |
| 2017 （第52屆） | 劉馬利／《馬利音樂沙龍》／竹科廣播股份有限公司 |
| 2018 （第53屆） | 鄭立明、廖南瑛、朱玉娟／《青年轉動全球》／國立教育廣播電臺 |
| 2018 （第53屆） | 吳宇軒、趙子琳、丁宛臻／《尋找和平鴿》／內政部警政署警察廣播電臺 |
| 2018 （第53屆） | 李若櫻【李巾英】／《十年一刻》／歡樂廣播事業股份有限公司 |
| 2018 （第53屆） | 唐妮【吳文嫦】、季潔【蔡宜穎】、張敬【張維斌】、錢志偉／《少年超優SHOW》／國立教育廣播電臺 |
| 2018 （第53屆） | 徐進輝、楊子萱、謝祥釋、許蔡弘竹／《大樹下聽故事》／大樹下廣播電台股份有限公司 |
| 2019 （第54屆） | 內克【吳宇軒】、Amy【丁宛臻】、Xavier【馬鴻裕】、謙謙【徐瑋謙】／《告白》／內政部警政署警察廣播電臺 |
| 2019 （第54屆） | 卡魯【余孟珂】、叮噹【連思宇】、嘎嘎【高嘉鎂】、小威【呂筱薇】、咩冷【江欣怡】、Be胖【彭彥錚】、蕾蕾【馬至慧】、陽子【歐陽霆】、 |
| 2019 （第54屆） | 勇伯【李勇】／《動漫我要聽》／財團法人台北勞工教育電台基金會 |
| 2019 （第54屆） | 奇林【林祺宏】、徐凡【徐豫梅】、黃裕元、林佩蓉、董娘【董麗琴】、林彥伯、Joey【劉怡彣】／《寶島記事簿》／國立教育廣播電臺 |
| 2019 （第54屆） | 陳惠芳、林品貝／《臺灣小百科》／財團法人中央廣播電臺 |
| 2019 （第54屆） | 劉惠瑜／《音樂咬耳朵》／台北流行廣播股份有限公司 |
| 2020 （第55屆） | 奇林Michael【林祺宏】、徐凡【徐豫梅】、董娘【董麗琴】、林彥伯、黃裕元、林佩蓉、Joey【劉怡彣】、咪可Miko【李虹靚】／《寶島記事簿》／國立教育廣播電臺 |
| 2020 （第55屆） | 士玶【黃士玶】、賴可【賴冠宇】、露西【陳珮茹】、俊孝【林俊孝】、罄榆【林罄榆】／《一心一藝》／內政部警政署警察廣播電臺 |
| 2020 （第55屆） | 內克【吳宇軒】、Vicky【劉虹鈺】、Amy【丁宛臻】／《告白》／內政部警政署警察廣播電臺 |
| 2020 （第55屆） | 潔楓【尹潔楓】、葉國新、Jacky【陳昱豪】、劉碧薇、李易澄／《東西有藝鑑》／內政部警政署警察廣播電臺 |
| 2020 （第55屆） | 鄭立明、廖南瑛／《青年轉動全球》／國立教育廣播電臺 |
| 2021 （第56屆） | Lucy【陳珮茹】、Lulu【盧俊諺】、Emma【陳怡安】、士玶【黃士玶】、賴可【賴冠宇】／《真的假的！？》／內政部警政署警察廣播電臺 |
| 2021 （第56屆） | 依娜【黃怡馨】、果果【郭婉婷】、張辰／《福爾摩斯Going！》／內政部警政署警察廣播電臺 |
| 2021 （第56屆） | 迪克【蕭岷峯】、安迪【王士堅】、喬瑟琳【陳穎萱】／《甲板日誌》／基隆輕鬆廣播電台股份有限公司 |
| 2021 （第56屆） | 徐進輝、謝祥釋、楊子萱、施子涵、廖芷儀、朱禹任、江麗妮、姚宛妤／《媒體素養微劇場》／國立教育廣播電臺 |
| 2021 （第56屆） | 許健挺、蔡鳳婷、施賢琴、黃柏諺、林芳如／《聽見。愛。劇場》／國立教育廣播電臺 |
| 2022 （第57屆） | 李洛梅、劉駿逸、塗豐恩、黃書瑋／《好好說那年》／竹科廣播股份有限公司 |
| 2022 （第57屆） | 內克【吳宇軒】、Xavier【馬鴻裕】、林罄榆、江紫筠、劉宛諭／《告白》／內政部警政署警察廣播電臺 |
| 2022 （第57屆） | 李易澄、江綺玲、欣伶【陳欣伶】、尚恩【黃彥翔】、Jacky【陳昱豪】／《礙情漂流瓶》／內政部警政署警察廣播電臺 |
| 2022 （第57屆） | 沈燕【陳泰伶】、蘇筠【陳繹萱】、余風／《跟風去旅行》／內政部警政署警察廣播電臺 |
| 2022 （第57屆） | 雅柏【黃柏諺】／《城市的光影》／國立教育廣播電臺 |
| 2023 （第58屆） | 屠潔、伊森【何宜憲】／《深旅FOLLOW ME》／財團法人中央廣播電臺 |
| 2023 （第58屆） | Lituk、Sera、妞可、Joyce小傅／《mitengil勞動物語》／財團法人原住民族文化事業基金會 |
| 2023 （第58屆） | 徐進輝、施子涵／《Listen 看得見的廣播劇》／國立教育廣播電臺 |
| 2023 （第58屆） | 雅柏【黃柏諺】／《城市的光影》／國立教育廣播電臺 |
| 2023 （第58屆） | 藍偉瑩、劉彥宏、劉東翊、鄭佳芳／《教育不一樣》／好家庭廣播股份有限公司 |
| 2024 （第59屆） | 屠潔、伊森【何宜憲】、洪益華、林品貝、周秀梅／《開箱聲音場館 Encore Echo》／財團法人中央廣播電臺 |
| 2024 （第59屆） | Lituk、Niun、Sera、Joyce小傅／《Mitengil勞動物語》／財團法人原住民族文化事業基金會 |
| 2024 （第59屆） | 方惠閔、Saspin、妞可【高筱婷】／《夢想發原地》／國立教育廣播電臺 |
| 2024 （第59屆） | 米淇淋劭瑜【簡劭瑜】、士玶【黃士玶】、俊孝【林俊孝】、Salanya【藍詠馨】、樂咖DJ楊淳【楊淳盛】／《出發吧！鱻魚練習生》／內政部警政署警察廣播電臺 |
| 2024 （第59屆） | 李明潓、林玉婷、林宗泰、施菀築、陳怡孜、潘張榮英／《大城小時光》／高雄廣播電臺 |
| 2025 （第60屆） | |
|                 | |
|                 | |
|                 | |
|                 | |

## 外部連結
- 廣播電視金鐘獎官方網站 （页面存档备份，存于）
- 歷屆廣播金鐘獎得獎入圍名單 （页面存档备份，存于），文化部影視及流行音樂產業局